# The Monster Ball Tour
Die Monster Ball Tour war die zweite Welttournee der US-amerikanischen Sängerin Lady Gaga. Sie wurde für ihr Album The Fame Monster (2009) inszeniert und umfasst eine Set-Liste von Liedern aus ihrem Debütalbum The Fame (2008) und The Fame Monster. Von Lady Gaga wurde sie als „die erste Pop-Electro-Oper“ beschrieben. Angekündigt wurde die Tour im Oktober 2009, nachdem eine gemeinsame Tournee mit dem Rapper Kanye West plötzlich abgebrochen worden war. Die Monster Ball Tour begann vier Tage nach der Veröffentlichung von The Fame Monster, im November 2009.

## Vorgruppen
- Semi Precious Weapons (alle Daten außer Februar und März 2011)
- Kid Cudi (Nordamerika)
- Jason Derulo (Nordamerika)
- Alphabeat (Europa)
- Lady Starlight (Nordamerika)
- Far East Movement (Asien)
- Scissor Sisters (nur Februar und März 2011)

## Songliste
| Originale Songliste | Überarbeitete Songliste |
| --- | --- |
| 1. „Dance in the Dark“ 2. „Just Dance“ 3. „LoveGame“ (Elemente von:„LoveGame Chew Fu Ghettohouse Fix“) 4. „Alejandro“ 5. „Monster“ 6. „So Happy I Could Die“ 7. „Teeth“ 8. „Speechless“ 9. „Poker Face“ (Piano Version) 10. „Make Her Say“ (mit Kid Cudi) 11. „Fashion“ 12. „The Fame“ 13. „Money Honey“ 14. „Beautiful, Dirty, Rich“ 15. „Boys Boys Boys“ 16. „Paper Gangsta“ 17. „Poker Face“ 18. „Paparazzi“ Zugaben 1. „Eh, Eh (Nothing Else I Can Say)“ 2. „Bad Romance“ | Akt 1: City - Intro - „Dance in the Dark“ - „Glitter and Grease“ - „Just Dance“ - „Beautiful, Dirty, Rich“ - („Vanity“) - „The Fame“ Akt 2: Subway - „LoveGame“ - „Boys Boys Boys“ - „Money Honey“ - „Telephone“ Piano-Balladen (Manchmal wurden zwei gespielt) - „Brown Eyes“ - „Speechless“ - „Stand by Me“ - „Living on the Radio“ (nur am 30. August 2010) - „You and I“ - „Born This Way“ (acoustic version) - „Americano“ (acoustic version / nur in Mexico) - „So Happy I Could Die“ Akt 3: Forest - „Monster“ - „Teeth“ - „Alejandro“ - „Poker Face“ Akt 4: Monster Ball - „Paparazzi“ - „Bad Romance“ Zugaben - „Born This Way“ (nur 2011) - „Judas“ (nur Mexiko) |